# Processus supracondylaris

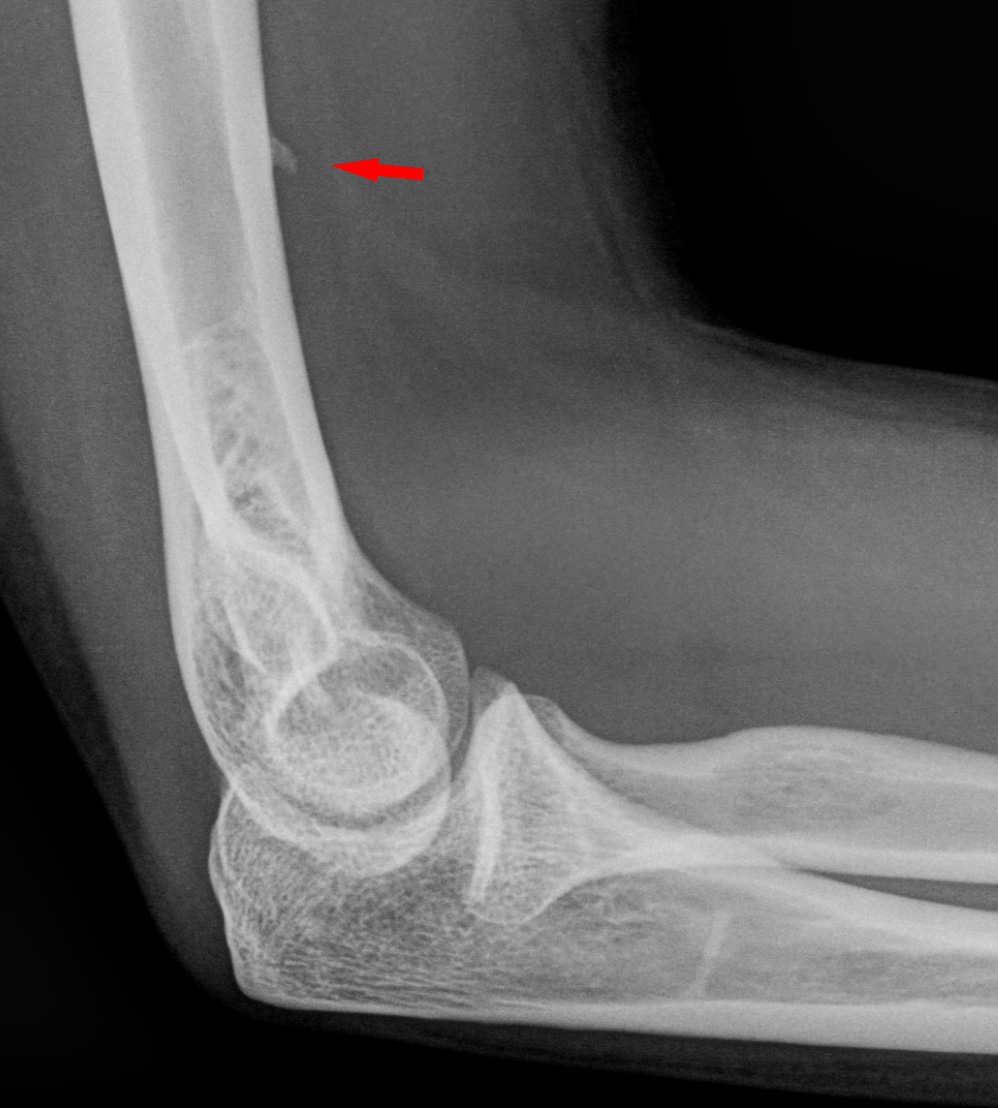
Kleiner Processus supracondylaris im seitlichen Röntgenbild des Ellenbogens.

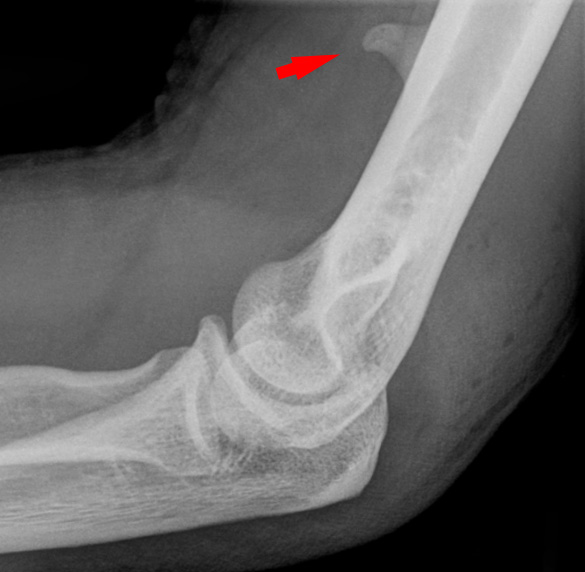
Processus supracondylaris im seitlichen Röntgenbild des Ellenbogens.

Der Processus supracondylaris ist eine seltene atavistische Bildung an der vorderen ulnaren Seite des distalen Endes des Oberarmknochens (Humerus), etwa 6 bis 7 cm proximal des Gelenkspaltes. Synonyme sind Processus supracondylicus, Tuberculum supratrochleare, Humerussporn und englisch Humeral supracondylar spur. Es handelt sich um einen knöchernen Fortsatz, der bei 0,7 % – 2 % aller Menschen vorkommt. Die Erstbeschreibung geht auf den Anatomen F. Tiedemann im Jahre 1822 zurück. (zitiert nach)
Während der Phylogenese bildete sich dieser Knochensporn zurück, er ist jedoch bei anderen Wirbeltieren (z. B. Katzen) als Foramen supracondylare noch vorhanden. Von diesem Fortsatz zieht ein Band (Struthers-Ligament) zum Epicondylus medialis des Oberarmknochens und dient als Ursprung des Musculus pronator teres.
Die Arteria brachialis und der Nervus medianus verlaufen bei vorhandenem Processus supracondylaris durch einen osteofibrösen Kanal, den Canalis supracondylicus, der zur Kompression der beiden Strukturen führen kann.
Auch bei Katzen verlaufen diese Leitungsbahnen durch das Foramen supracondylare.